# Јанартас
Јанартас (тур. Yanartaş) или Горућа планина је јединствени природни феномен који се налази у Националном парку Олимпос Бејдаглари у провинцији Анталија у југозападној Турској.

## Локација
Јанартас се налази око 1,5 км од Чиралија (тур. Çıralı) у Кемеру и око 55 км јужно од Анталије.

## Геологија
Пламенови су последица ослобађања метана у дубоким слојевима Земљине коре и тај феномен траје дуже од 2.500 година. Једна од теорија о формирању пламенова је да се испод површине овог подручја налазе стене богате рутенијумом, ретким металом који игра битну улогу у процесу стварања метана на нижим температурама од уобичајених. Захваљујући томе омогућено је да метан који излази кроз пукотине гори без престанка.

## Митологија
Јанартас има богато митолошко наслеђе. Налази се близу древног града  Олимпоса који је био један од важнијих поморских центара у античком свету. Археолошки налази показују да је Олимпос током хеленистичког периода био важан центар, а име му, највероватније, потиче од грчке планине Олимп. На овом подручју пронађени су остаци грчко-римског театра, раних хришћанских цркви и богато украшених гробница. У близини Јанартаса откривен је храм који је био посвећен Хефесту, грчком богу ватре и ковачког заната и то додатно повезује пламенове са митолошком симболиком ватре и пламених сила.